# Vanneau à ailes noires
Vanellus melanopterus
Espèce
Synonymes
- Charadrius melanopterus
- Stephanibyx melanopterus
- Hoplopterus melanopterus

Statut de conservation UICN

 LC  : Préoccupation mineure
Le Vanneau à ailes noires (Vanellus melanopterus) est une espèce d'oiseau limicole de la famille des Charadriidae et du genre Vanellus. Il est répandu de l'Afrique de l'Est à l'Afrique du Sud.
Le Vanneau à ailes noires possède un plumage gris-brun sur le dessus et blanc sur le dessous, avec une bande noire estompée sur la poitrine. Il est très semblable au Vanneau terne (Vanellus lugubris) avec lequel il peut être facilement confondu.
C'est un Oiseau de l'écozone afrotropicale, qui effectue de courtes migrations altitudinales. Il vit dans des zones montagneuses ou des plateaux où l'herbe est rase ou bien, à plus basse altitude, dans des prairies, des terrains vagues, des zones côtières, voire des aéroports. Il évolue souvent en petites colonies à proximité de grands ongulés et d'autres espèces d'Oiseaux, comme le Vanneau couronné (Vanellus coronatus). Carnivore, il chasse principalement des invertébrés.
Malgré une population peu élevée, l'espèce a une aire de répartition large et est considérée comme une espèce de préoccupation mineure par l'Union internationale pour la conservation de la nature.

## Taxonomie
Le Vanneau à ailes noires est un Oiseau limicole de la famille des Charadriidae et du genre Vanellus. Il compte deux sous-espèces selon la classification de référence du Congrès ornithologique international (version 15.1) : 
- Vanellus melanopterus melanopterus (Cretzschmar, 1829) : en Éthiopie et en Somalie ;
- Vanellus melanopterus minor (Zedlitz, 1908) : du Kenya au Cap-Oriental, il est plus petit mais d'apparence similaire[2].

L'espèce est décrite par le zoologiste allemand Philipp Jakob Cretzschmar sous le nom binominal Charadrius melanopterus, d'après un spécimen observé à Djeddah,. Néanmoins cette observation est probablement erronée ou est le fait d'un individu erratique, car l'espèce n'est pas présente en Arabie saoudite.  L'espèce a eu pour autres synonymes Hoplopterus melanopterus et Stephanibyx melanopterus.
En 1908, le naturaliste allemand Otto Eduard Graf von Zedlitz und Trützschler (de) décrit la sous-espèce Vanellus melanopterus minor, sous le nom Stephanibyx melanopterus minor.

## Description

### Dimensions et plumage
Le Vanneau à ailes noires mesure environ 26 à 27 cm de long. Ses ailes mesurent entre 215 et 228 mm pour l'espèce-type et entre 200 et 221 mm pour la sous-espèce V. m. minor, son bec 23 à 28 mm, son tarse 55 à 64 mm et sa queue 68 à 76 mm. Il pèse en moyenne 184,9 g, les mâles étant légèrement plus lourds que les femelles. Le mâle et la femelle sont identiques.
La tête, le cou et le haut de la poitrine sont gris cendre teinté de brun. Le plumage de la tête n'est pas uniforme : le dessus est souvent plus sombre et le menton et la gorge sont plus pâles. Une tache blanche s'étend plus ou moins au-dessus du bec et rejoint les sourcils pâles. Le bec est noir, l'œil est jaune entouré de rouge. 
Une bande large et diffuse assez sombre sépare la poitrine brune du ventre blanc. La queue est blanche avec une large bande terminale noire. Le croupion est sombre en haut, là où il rejoint le manteau, et blanc en bas, où il rejoint la queue. Les ailes sont blanches en dessous et brun sombre au-dessus, comme le manteau. Les pattes sont rouge sombre.
Chez les juvéniles, la tête, le cou et la poitrine sont plus pâles et mouchetés de chamois. La bande sombre qui sépare la poitrine du ventre chez les adultes n'est pas encore présente. Les plumes du dessous du corps ont des franges chamois qui donnent une apparence écaillée au plumage. Les primaires sont pointues.

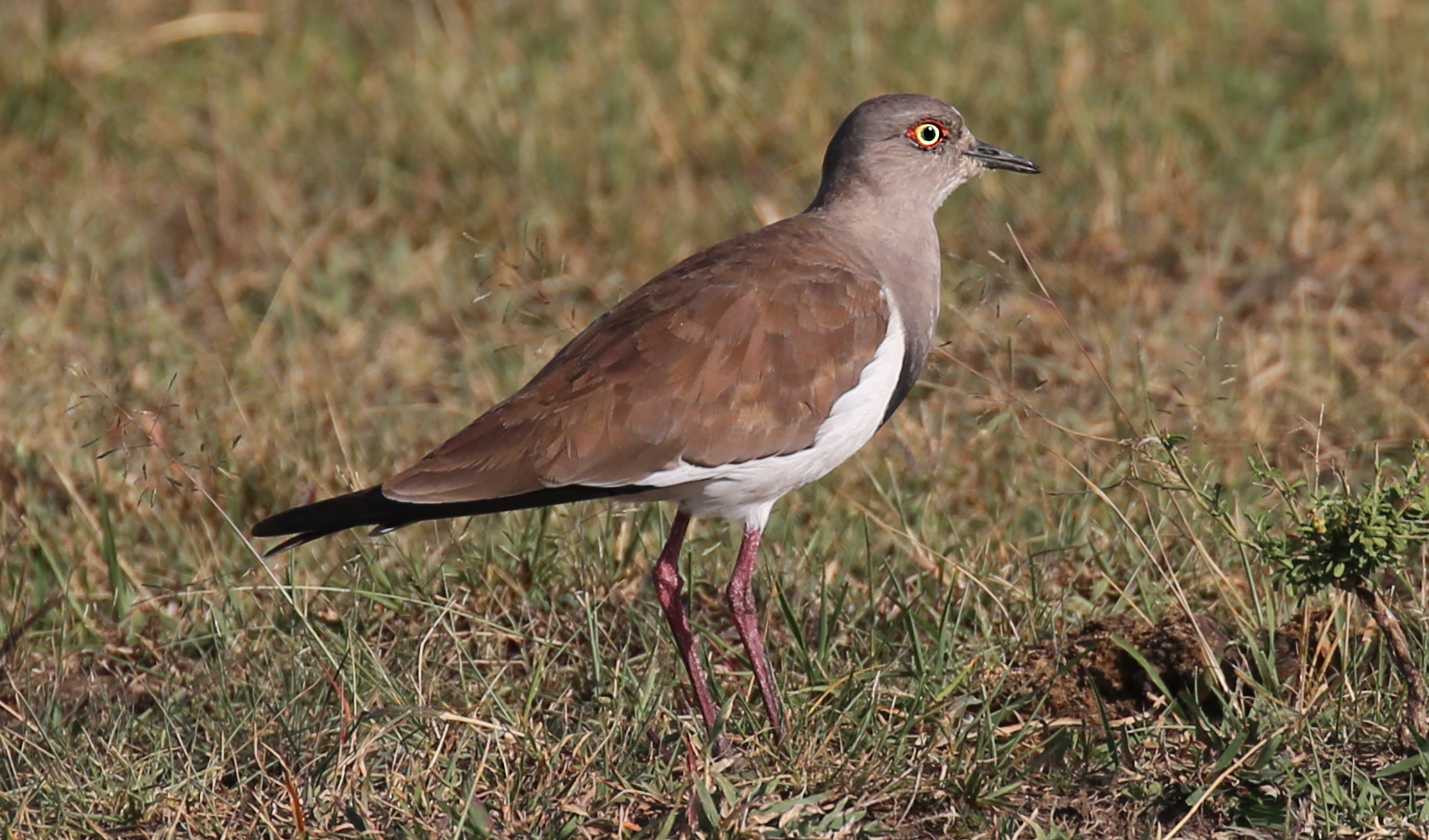
Spécimen photographié dans la réserve nationale du Masai Mara, au Kenya.
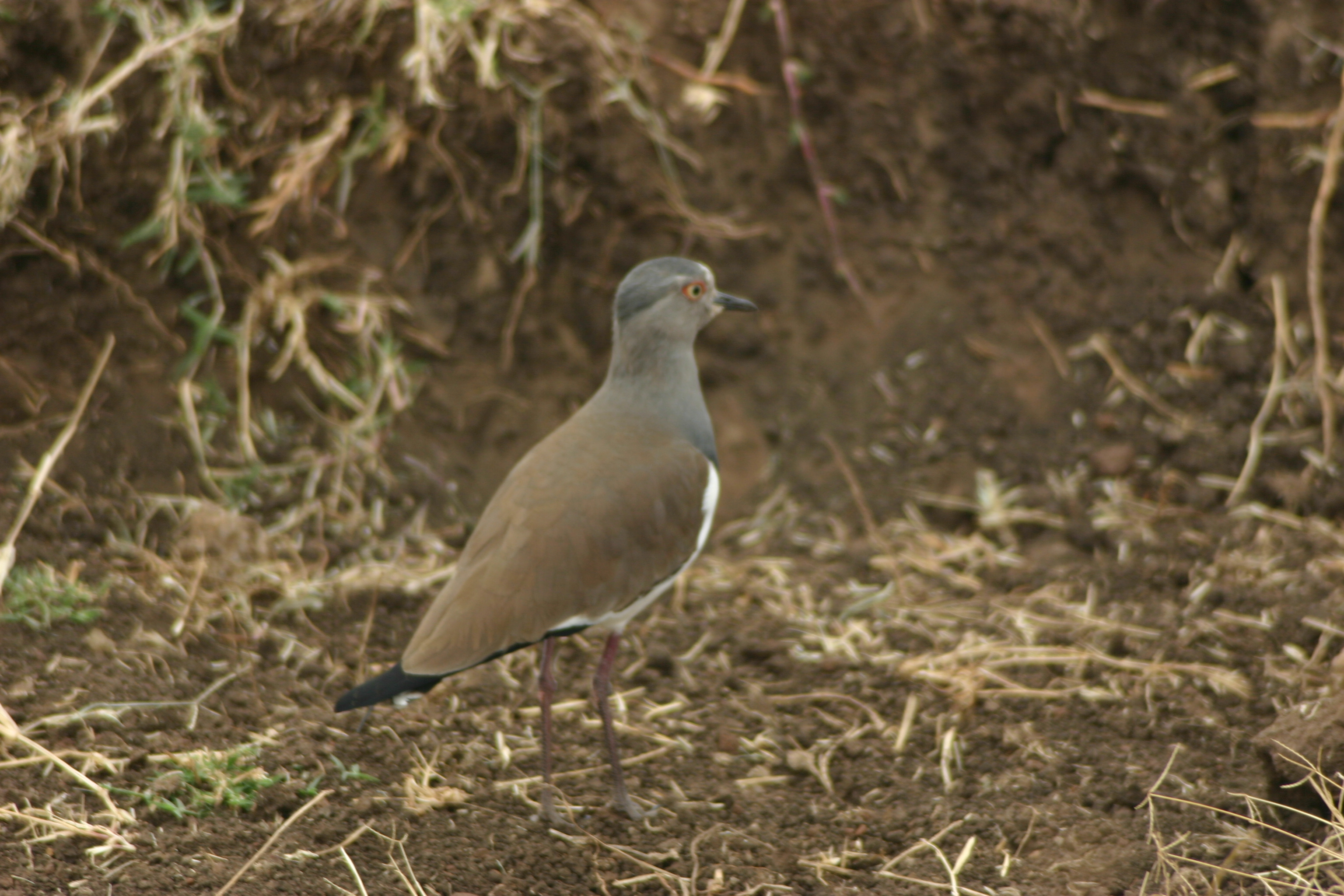
Spécimen photographié au Ngorongoro, en Tanzanie.

### Voix
Son cri d'appel habituel est un kuk-kuk-kooee ou un che-che-chereek plus âpre et strident que celui du Vanneau terne (Vanellus lugubris). Il est particulièrement bruyant en période de reproduction.

### Espèces ressemblantes
Le Vanneau à ailes noires peut être très difficile à distinguer du Vanneau terne (Vanellus lugubris), mais il est plus gros avec des pattes plus courtes,. Le plumage de la tête et de la poitrine est variable d'un individu à l'autre et ne permet pas forcément de distinguer les deux espèces, mais le Vanneau à ailes noires a généralement le bas de la poitrine plus sombre et le front plus blanc. Une fine bande blanche est visible quand ses ailes sont repliées. En vol, ses plumes secondaires ont la pointe noire, la bande noire de la queue s'étend jusqu'au bord et le dessous des primaires est blanc.
Le Vanneau couronné (Vanellus coronatus) a des dimensions et des couleurs semblables, mais peut être reconnu grâce à sa couronne noire et blanche caractéristique,. Le Pluvier asiatique (Anarhynchus asiaticus), qui hiverne dans l'aire de distribution du Vanneau à ailes noires, est plus petit et fin, avec un sourcil visible.

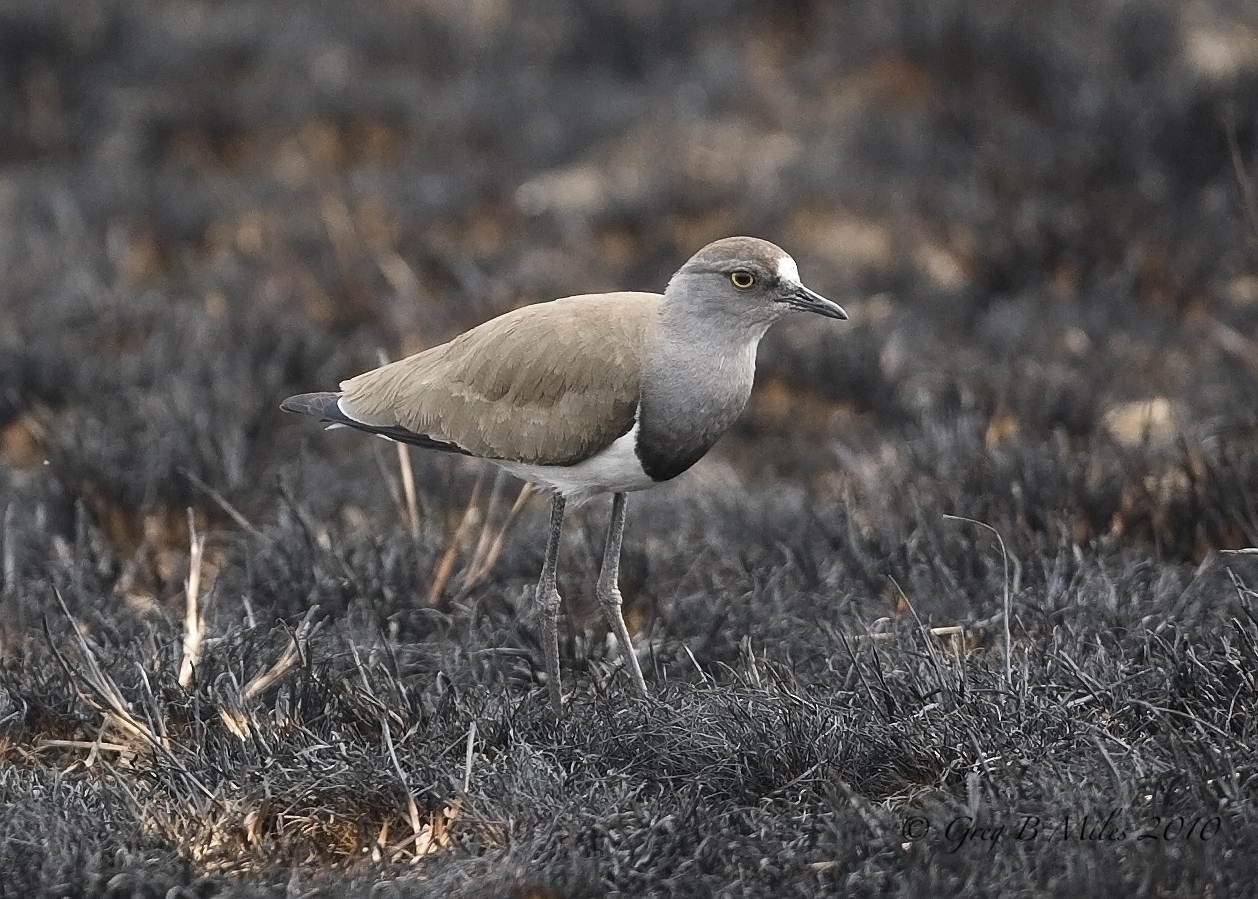
Le Vanneau terne est très difficile à distinguer du Vanneau à ailes noires.
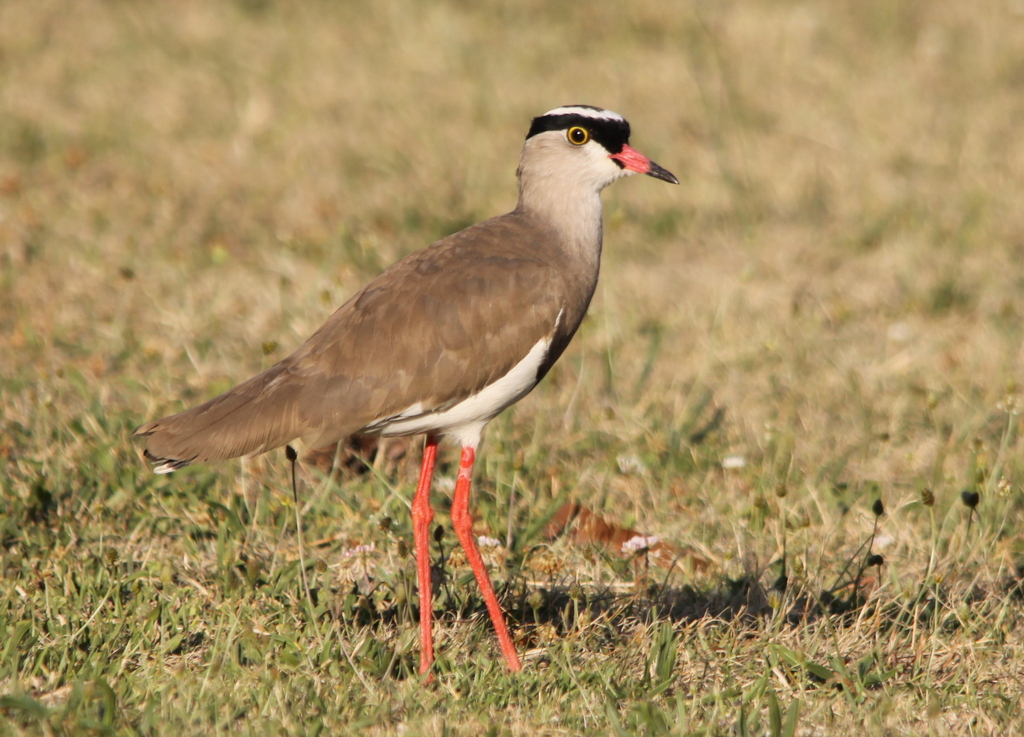
Le Vanneau couronné a un motif caractéristique sur la tête.
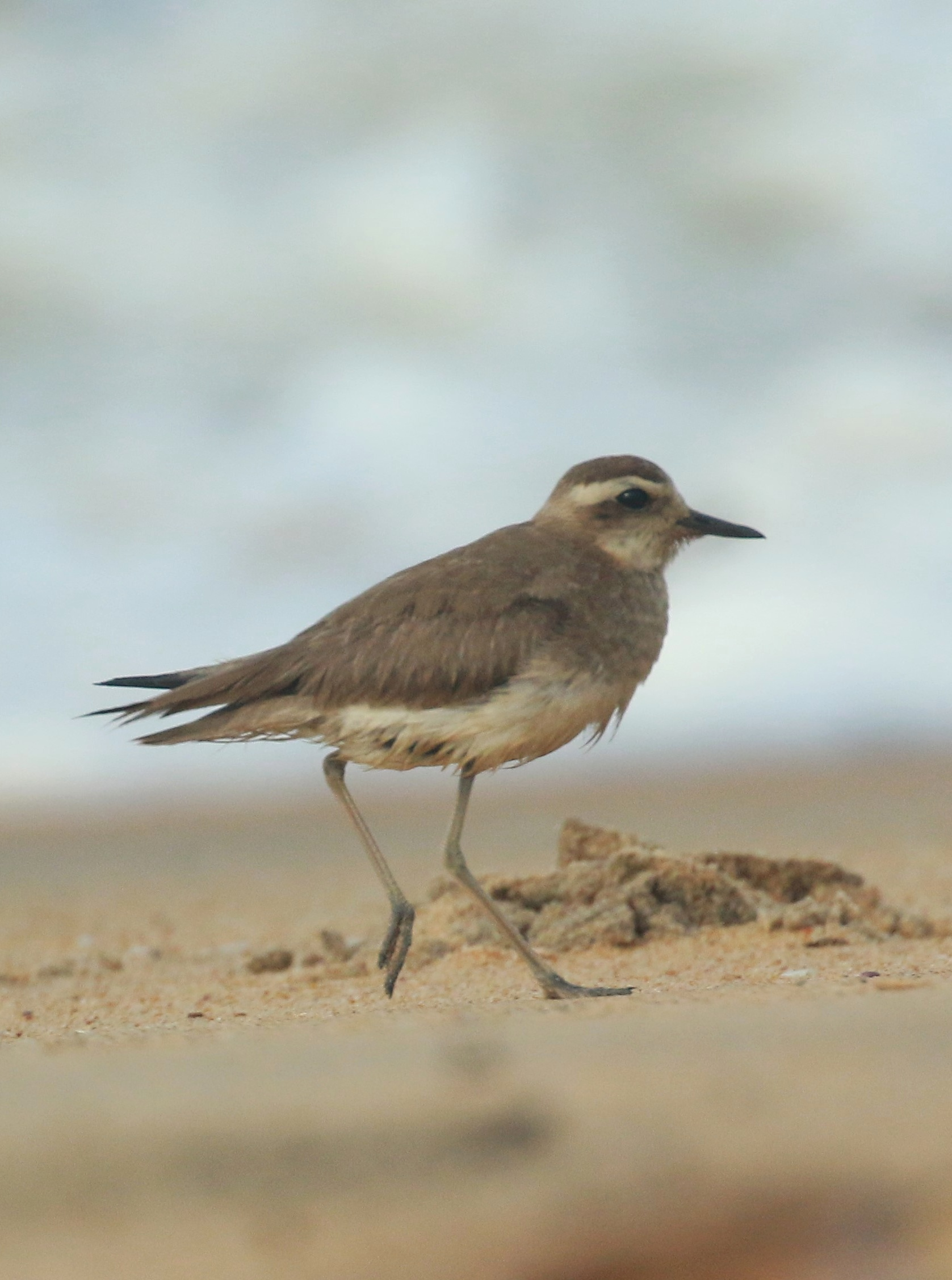
Le Pluvier asiatique en plumage hivernal est plus petit, avec un sourcil visible.

## Distribution et habitat
Le Vanneau à ailes noires est un oiseau de l'écozone afrotropicale, plus précisément des prairies, savanes et terres arbustives tropicales et subtropicales et des prairies et terres arbustives de montagne. Il vit en Érythrée, en Éthiopie, en Somalie, au Kenya, en Tanzanie, au Eswatini, au Lesotho et en Afrique du Sud. Il est sédentaire en Éthiopie et dans d'autres zones d'Afrique de l'Est, tandis qu'il effectue de courtes migrations altitudinales dans ses autres aires, pour passer l'hiver à plus basse altitude. Une partie des effectifs hiverne le long de la côte est de l'Afrique du Sud,.
Son habitat est assez similaire à celui du Vanneau terne, mais il préfère généralement des altitudes plus élevées. En période de reproduction, le Vanneau à ailes noires vit en altitude, sur des pentes montagneuses ou des plateaux où l'herbe est rase. On le trouve aussi à plus basse altitude, dans des prairies ouvertes, de la savane où paissent de grands ongulés ou des prairies récemment brûlées. Des individus ont été vus nichant en zone côtière, au KwaZulu-Natal. En hiver, l'espèce se trouve surtout à basse altitude, dans des prairies, des aéroports, des terrains vagues ou sur des côtes, notamment au KwaZulu-Natal,. Des individus erratiques ont été observés à Dar-es-Salaam, en Tanzanie.

## Comportement
Le Vanneau à ailes noires est une espèce principalement diurne et grégaire, qu'on trouve en colonies de 50 ou 100 individus, voire jusqu'à plusieurs milliers avant la migration. Il vit souvent à proximité de Vanneaux couronnés mais a un comportement moins nerveux. Il se laisse facilement approcher, y compris par des véhicules. Son vol est plus agile et délicat que la plupart des autres Vanneaux africains.

### Alimentation

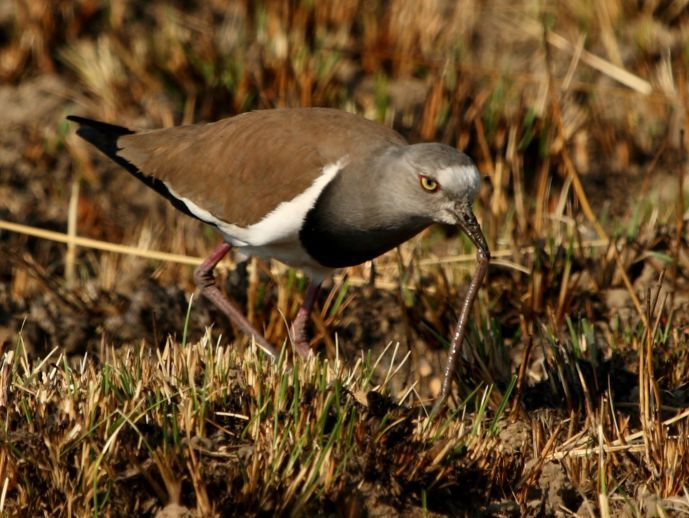
Le Vanneau à ailes noires se nourrit principalement d'invertébrés.

Le Vanneau à ailes noires est carnivore. Il se nourrit principalement d'invertébrés : des mollusques, des lombrics, des insectes — comme des coléoptères et des mouches — et des larves, ainsi qu'occasionnellement de petits poissons,. Mais son régime alimentaire est principalement composé de termites, y compris dans les zones où ils sont rares. Cette sélectivité alimentaire pourrait être due au fait que les termites sont toujours situés au même endroit chaque jour, contrairement à d'autres proies qui sont trouvés de façon plus aléatoire. Les vers de terre sont rarement chassés, seulement après la pluie, quand ils sortent de terre.
Il est souvent observé en train de cherche ses proies à proximité de bétail ou de grands animaux. Il se nourrit en picorant ses proies au sol, comme le Vanneau couronné et le Vanneau terne dont il partage l'aire de répartition et l'habitat.

### Reproduction
Le Vanneau à ailes noire est moins grégaire en période de reproduction et niche par couple, ou parfois en petites colonies lâches. Le nid est un cuvette creusée au sol, sur un terrain récemment labouré ou une parcelle d'herbe brûlée,. Les oeufs, au nombre de trois, pèsent en moyenne 18,2 g.
L'âge maximum connu est de 15 ans et demi et une génération dure environ 5 ans.

## Effectifs, menaces et protection
La population totale de Vanneaux à ailes noires en 2023  est estimée entre 14 000 et 63 000 individus, soit 9 300 à 42 000 individus matures. La tendance démographique est inconnue. Malgré une population peu élevée, l'espèce a une aire de répartition large et ne répond pas aux critères pour être considérée comme une espèce vulnérable — moins de 10 000 individus matures et un déclin continu observé depuis trois générations. L'Union internationale pour la conservation de la nature la considère comme une espèce de préoccupation mineure.
L'afforestation commerciale en Afrique du Sud est une menace pour l'espèce.
Le Vanneau à ailes noires est surveillé par le International Waterbird Census de l'organisation Wetlands International et est inscrit à l'Annexe II de la Convention de Bonn et à l'annexe II de l'AEWA. Il est répertorié dans une zone importante pour la conservation des oiseaux, le parc national du Serengeti en Tanzanie.